# Bundessortenliste
Die Sortenliste, meist Bundessortenliste genannt, ist die Liste aller vom deutschen Bundessortenamt (BSA) für den Handel zugelassenen Pflanzensorten. Saatgut, das die im Saatgutverkehrsgesetz (SaatG) geforderten Bedingungen der Unterscheidbarkeit, Homogenität und Beständigkeit erfüllt und eine eintragbare Sortenbezeichnung sowie in bestimmten Fällen auch landeskulturellen Wert besitzt (§30 SaatG), wird nach erfolgreicher Zulassung in die Sortenliste eingetragen. Die Zulassung gilt bei Reben und Obst für 20, bei allen anderen Fruchtarten für zehn Jahre und kann nach Ablauf verlängert werden. Anders als das sogenannte Sortenregister trifft sie jedoch keine Aussage über den rechtlichen Schutzstatus von Sorten.
Die Bundessortenliste entstand aus der 1934 durch die Saatgutverordnung geschaffene und vom Reichsnährstand erstellte Reichssortenliste. Ziel war bereits damals, landwirtschaftliche Betriebe vor dem Kauf minderwertigen Saatguts zu schützen, indem nur geprüfte und zugelassene Sorten in den Handel gelangten. Nach dem Ende der NS-Diktatur und der Schaffung der Bizone trat 1948 die Sortenliste der im Vereinigten Wirtschaftsgebiet zugelassenen Sorten, herausgegeben vom Sortenamt für Nutzpflanzen, an ihre Stelle. Mit dem Saatgutgesetz von 1968 wurde die Sortenliste in ihrer heutigen Form geschaffen. In der Deutschen Demokratischen Republik wurde die Reichssortenliste ab 1950 durch die Sortenliste der in der Deutschen Demokratischen Republik zugelassenen Sorten von Kulturpflanzen ersetzt.
Analog existieren auch in anderen EU-Staaten Sortenlisten, die seit 1972 im gemeinsamen Sortenkatalog des Gemeinschaftlichen Sortenamts (CVPO) zusammengeführt werden. Er enthält rund 10 000 Gemüse- und 5 000 landwirtschaftliche Sorten (Stand 2012).